# ローレルバンクマシン
ローレルバンクマシン株式会社（Laurel Bank Machines Co.,Ltd.）は、東京都港区に本社を置く企業。

## 概要
硬貨計算機、紙幣計算機など、通貨の計数・整理・入金を自動化する通貨処理機や大規模通貨処理ラインの開発、製造、販売及び保守サービスを行う企業である。
日本銀行や日本郵政グループをはじめとした国内外の金融機関へ納入実績を持つ。
近年は自動釣銭機や自動納金機などの流通産業用機器のほか、窓口受付システムやマルチメディア・インフォメーション・システムなどのデジタルサイネージを展開、マーケットを拡大している。

## 沿革
- 1946年 - 大阪で天進商事株式会社を創立
- 1954年 - 天進貨幣計算機株式会社を設立
- 1957年 - 日本銀行の要請により紙幣計算機を開発
- 1966年 - 硬貨自動包装機をアメリカ合衆国に輸出（輸出第1号）
- 1970年 - 世界初の透明樹脂フィルムによる硬貨包装技術を発表
- 1973年 - ローレルバンクマシン株式会社に商号変更
- 1975年 - 欧州各国に代理店を設立、製品の輸出、販売を開始
- 1978年 - 東南アジア・中近東・アフリカ・中南米諸国に代理店網を拡大
- 1981年 - 日本初の窓口用自動入出金システムを発表
- 1982年 - 日本初の小型紙幣整理機を開発
- 1992年 - バッテリー駆動のハンディ紙幣計算機を発表、グッドデザイン賞を受賞

## おもな事業所
- 本社：東京都港区虎ノ門一丁目1番2号
- 本部：大阪市中央区西心斎橋一丁目12番5号
- 北海道支店：札幌市中央区南1条西7丁目
- 東北支店：仙台市青葉区大町一丁目1番30号
- 新潟支店：新潟市中央区笹口二丁目7番17号
- 関東北支店：さいたま市大宮区土手町一丁目2番地
- 東京支店：東京都港区虎ノ門一丁目1番2号
- 静岡支店：静岡市葵区栄町1番5号
- 名古屋支店：名古屋市中村区亀島二丁目14番10号
- 金沢支店：金沢市高岡町2番37号
- 大阪支店：大阪市中央区西心斎橋一丁目12番5号
- 広島支店：広島市中区上幟町3番24号
- 高松支店：香川県高松市今里町一丁目17番1号
- 福岡支店：福岡市博多区比恵町11番9号
- 熊本支店：熊本市練兵町42番7号
- 東京工場：東京都北区東田端一丁目12番6号
- 大阪工場：大阪市淀川区田川二丁目5番31号